# Vlag van Noord-Veluwe

Vlag van Noord-Veluwe
(1989-1997)

De vlag van Noord-Veluwe is op 23 mei 1989 vastgesteld als de vlag van het waterschap Noord-Veluwe. De vlag kan als volgt worden beschreven:
Drie golvende banen van blauw, wit en blauw, in de verhouding 2:1:2; de eerste blauwe baan is beladen met een witte vijfbladige mispelbloem van 3/10 vlaghoogte en geplaatst op 1/4 vlaglengte; de derde baan is beladen met een witte pauw in profiel van 3/10 vlaghoogte, met zijn lichaam op 1/4 vlaglengte.
De kleuren van de vlag en de figuren zijn ontleend aan het wapen. Het ontwerp van de vlag is van de hand van Hans van Heijningen.
Vanaf 1997 is de vlag niet langer als de vlag van dit waterschap in gebruik omdat het waterschap Noord-Veluwe in het nieuwe waterschap Veluwe op is gegaan.

## Verwante afbeeldingen

Wapen van Noord-Veluwe

Aa en Maas · Amstel, Gooi en Vecht · Brabantse Delta · Delfland · De Dommel · Drents Overijsselse Delta · Fryslân · Hollands Noorderkwartier · Hollandse Delta · Hunze en Aa's · Limburg · Noorderzijlvest · Rijn en IJssel · Rijnland · Rivierenland · Scheldestromen · Schieland en de Krimpenerwaard · De Stichtse Rijnlanden · Vallei en Veluwe · Vechtstromen · Zuiderzeeland
Voormalige waterschappen: 
De Aa · De Aarlanden · Alblasserwaard en de Vijfheerenlanden · De Alm · Amelander Grieën · Amstel- en Gooiland · Amstelland · Boarn en Klif · De Bovenvecht · Drentse Aa · Duurswold · Eemszijlvest · Goeree-Overflakkee · Gouwelanden · Groot Maas en Waal · Groot-Haarlemmermeer · Groot-Waterschap van Woerden · Groote Waard · Haarlemmermeerpolder · Hulster Ambacht · IJsselmonde · Krimpenerwaard · Land van Heusden en Altena · Het Lange Rond · Lauwerswâlden · Leidse Rijn · Linge · De Maaskant · Het Maasterras · Mark en Dintel · Marne-Middelsee · Meer en Woude · De Middelsékrite · De Nederwaard · Noord-Beveland · Noord- en Zuid-Beveland · Noord-Limburg · Noord-Veluwe · Noordhollands Noorderkwartier · Noordoostpolder · Noordwoude · Oldambt · Oude IJssel · De Overwaard · De Proosdijlanden · Purmer · Regge en Dinkel · De Runde · Salland · Schermer · Schieland · De Schipbeek · Schouwen-Duiveland · Sevenwolden · De Stellingwerven · Tholen · Tusken Waed en Ie · Uitwaterende Sluizen in Kennemerland en West-Friesland · De Vechtlanden · De Vier Noorder Koggen · Het Vrije van Sluis · De Waadkant · Walcheren · Waterland · De Waterlanden · Westergo's IJsselmeerdijken · Westerkwartier · Westfriesland · Wilck en Wiericke · Wilhelminapolder · Zuiveringschap Limburg